# Brevsamlingsställe
Brevsamlingsställe var en postal organisationsform under perioden 1890-talet till år 1950. De hade ett mer begränsat tjänsteutbud än poststationen med inriktning på inlämning av brev och paket. De inrättades främst i storstäderna. Utanför dessa har de funnits i bland annat Borlänge, Halmstad, Helsingborg, Jönköping, Kalmar, Karlskrona, Norrköping, Nynäshamn, Sundsvall, Sundbyberg, Uppsala och Örebro. År 1909 fanns totalt 24 brevsamlingsställen i Sverige. De flesta brevsamlingsställen upphöjdes till poststationer efter en tids drift. Några ersattes av postkontor.
Namngivningen var i regel ortnamnet följt av en siffra. Exempelvis: GÖTEBORG 19.

## Filateli
Brevsamlingsställena var utrustade med datumstämpel. Stämplarna uppvisade normalt ingen skillnad från andra samtida datumstämplar från poststationer, postexpeditioner eller postkontor. Det är inte vanligt att samla på avtryck av stämplar från enbart brevsamlingsställen.